# Aenigmatistes angolanus
Aenigmatistes angolanus är en tvåvingeart som beskrevs av Schmitz 1955. Aenigmatistes angolanus ingår i släktet Aenigmatistes och familjen puckelflugor. Inga underarter finns listade i Catalogue of Life.